# Aleksander z Lyonu
Aleksander z Lyonu, także Aleksander z Frygii (zm. w 177 roku w Lugdunum) – francuski lekarz, jeden męczenników z Lyonu, święty katolicki.
Czczony w Kościele katolickim 2 czerwca.

## Biografia
Aleksander pochodził z Frygii. Był lekarzem. Zginął podczas prześladowań za cesarza Marka Aureliusza w II wieku. Będąc obywatelem rzymskim, został ścięty mieczem. Męczeństwo Aleksandra i towarzyszy znane jest z opisu zawartego w Liście Kościołów Lugdunum i Vienne do Kościołów w Azji i Frygii, znanego z Historii kościelnej Euzebiusza z Cezarei.
W VI wieku relikwie świętych Aleksandra i Epipodiusza zostały umieszczone razem z relikwiami św. Ireneusza pod ołtarzem Katedry św. Jana Chrzciciela w Lyonie.